# Френкен, Мари-Энн
Мари-Энн Френкен (нидерл. Marie-Anne Frenken, род. 11 февраля 1986) — голландская спортсменка, гребчиха, призёр чемпионата мира по академической гребле 2013 и 2015 года, а также чемпионата Европы по академической гребле 2013 и 2014 года. Дважды была признана спортсменом года.

## Биография
Мари-Энн Френкен родилась 11 февраля 1986 года в городе Алфен-ан-де-Рейн, провинция Южная Голландия. Тренируется в Лейдене на базе клуба — «KSRV Njord». Профессиональную карьеру гребца начала с 2010 года. Обучалась в Лейденском университете, магистр естественных наук (биология). В 2010 и 2013 году была признана спортсменом года.
Первые соревнования международного уровня, на которых Френкен приняла участие, был III этап кубка мира по академической гребле, проходивший в 2010 году в швейцарском городе Люцерн. В финальном заплыве группы FB среди одиночек в лёгком весе с результатом 08:10.170 она финишировала шестой.
Первая золотая медаль в её активе была заработана во время чемпионата мира по академической гребле 2013 года в Чхунджу. В финальном заплыве четвёрок с результатом 06:49.800 голландские гребчихи финишировали первыми, обогнав при этом соперниц из США (06:54.220 — 2-е место) и Италии (06:57.060 — 3-е место).
Следующая медаль была получена во время чемпионата Европы по академической гребле 2013 года, что проходил в испанском городе — Севилья. В финальном заплыве одиночек в лёгком весе с результатом 08:39.140 она финишировала третей, пропустив вперед соперниц из Австрии (06:54.220 — 2е место) и Греции (08:32.920 — 1е место).
Более удачно Френкен смогла выступить на чемпионате Европы по академической гребле 2014 года, проходившем в сербском городе Белград. В финальном заплыве одиночек в лёгком весе с результатом 07:34.950 она финишировала второй, уступив первенство сопернице из Греции (07:33.120 — 1е место), но обогнав при этом гребчиху из Германии (07:35.860 — 3е место).
Бронзовая медаль в активе Френкен была добыта на чемпионате мира по академической гребле 2015 года в Эгбелет-ле-Лак. В финальном заплыве четвёрок с рулевым голландские гребчихи с результатом 06:28.270 финишировали третьими, уступив первенство соперницам из Великобритании (08:36.590 — 2е место) и Германии (06:25.100 — 1е место).